# Mount Gould, Antarktis
Mount Gould är ett berg i Antarktis. Det ligger i Västantarktis. Inget land gör anspråk på området. Toppen på Mount Gould är 2 385 meter över havet.
Terrängen runt Mount Gould är huvudsakligen lite bergig. Trakten är obefolkad. Det finns inga samhällen i närheten.